# Église Saint-Georges d'Étienville
L'église Saint-Georges est un édifice catholique qui se dresse sur la commune française d'Étienville, dans le département de la Manche et la région Normandie.

## Localisation
L'église est située au sud du territoire de la commune d'Étienville, entre le presbytère et le château, dans le département français de la Manche.

## Description
Parmi les nombreuses pierres tumulaires, à-demi effacées, aux noms de Pierrepont, Garaby et Longaunay, se trouve celle d'Antoine Garaby de La Luzerne inhumé dans le chœur de l'église, non loin de l'autel, qu'il avait orné d'une Assomption.

## Protection
L'édifice est inscrit au titre des monuments historiques par arrêté du 13 mars 1975.

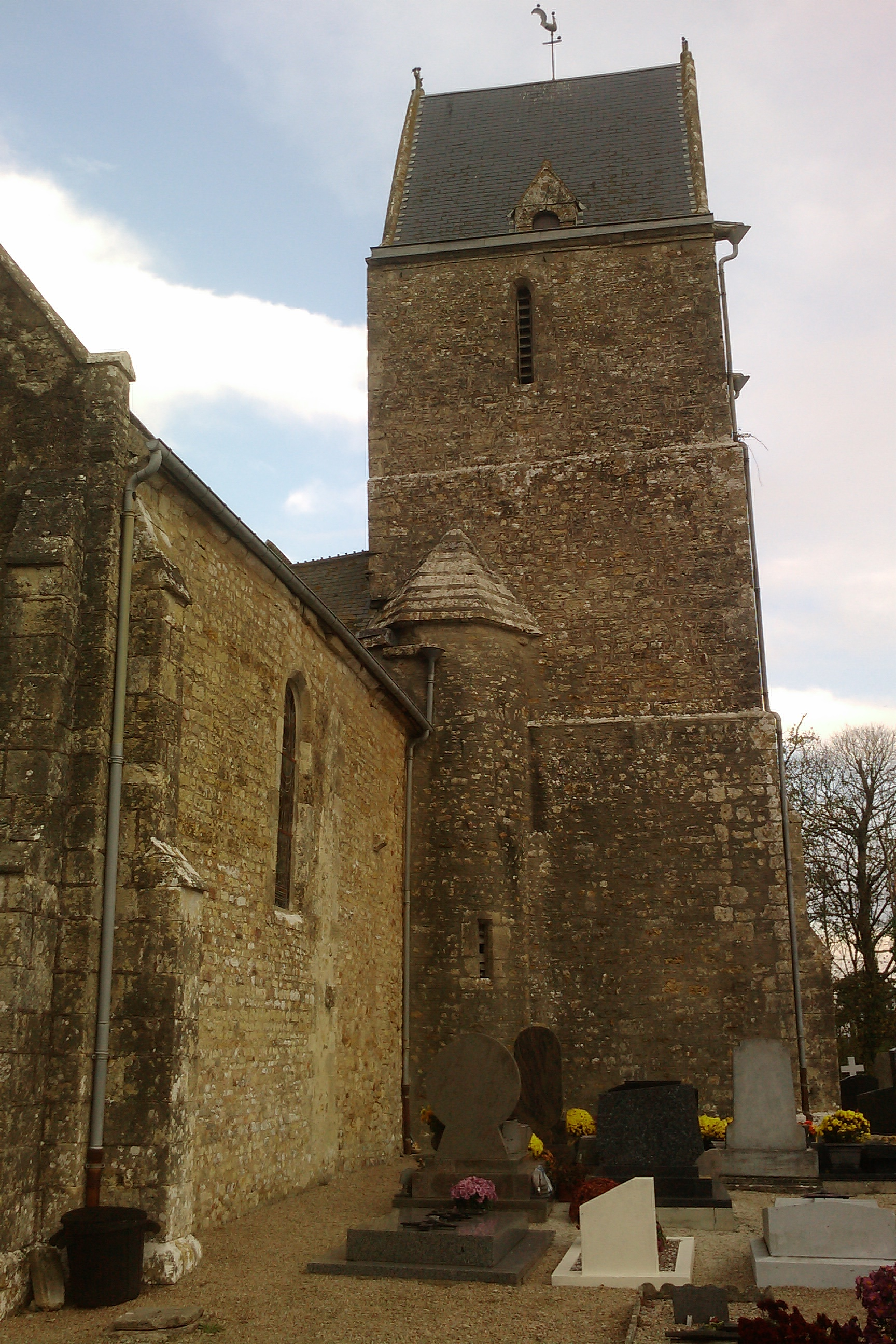
Le clocher.
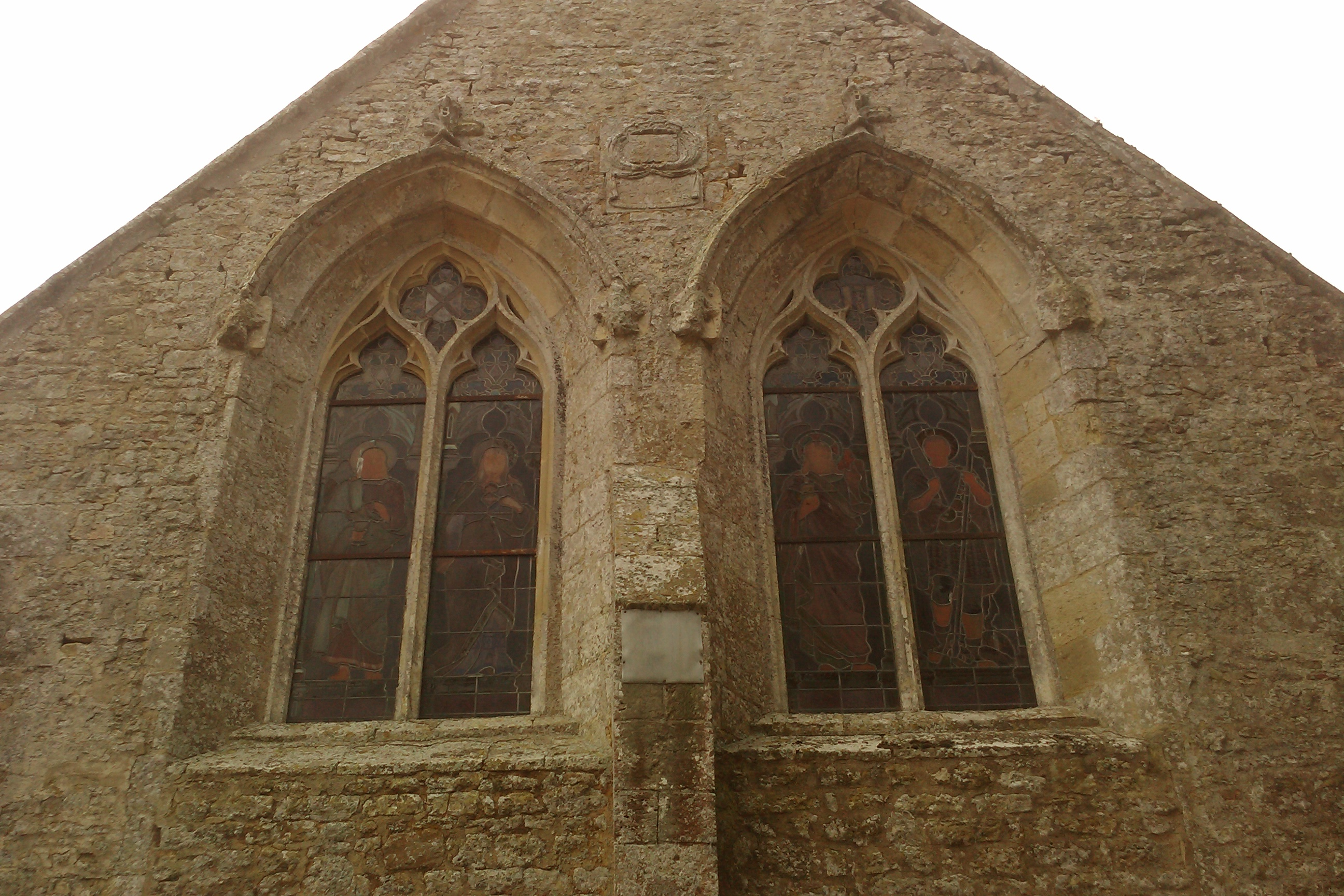
Les fenêtres du chœur.
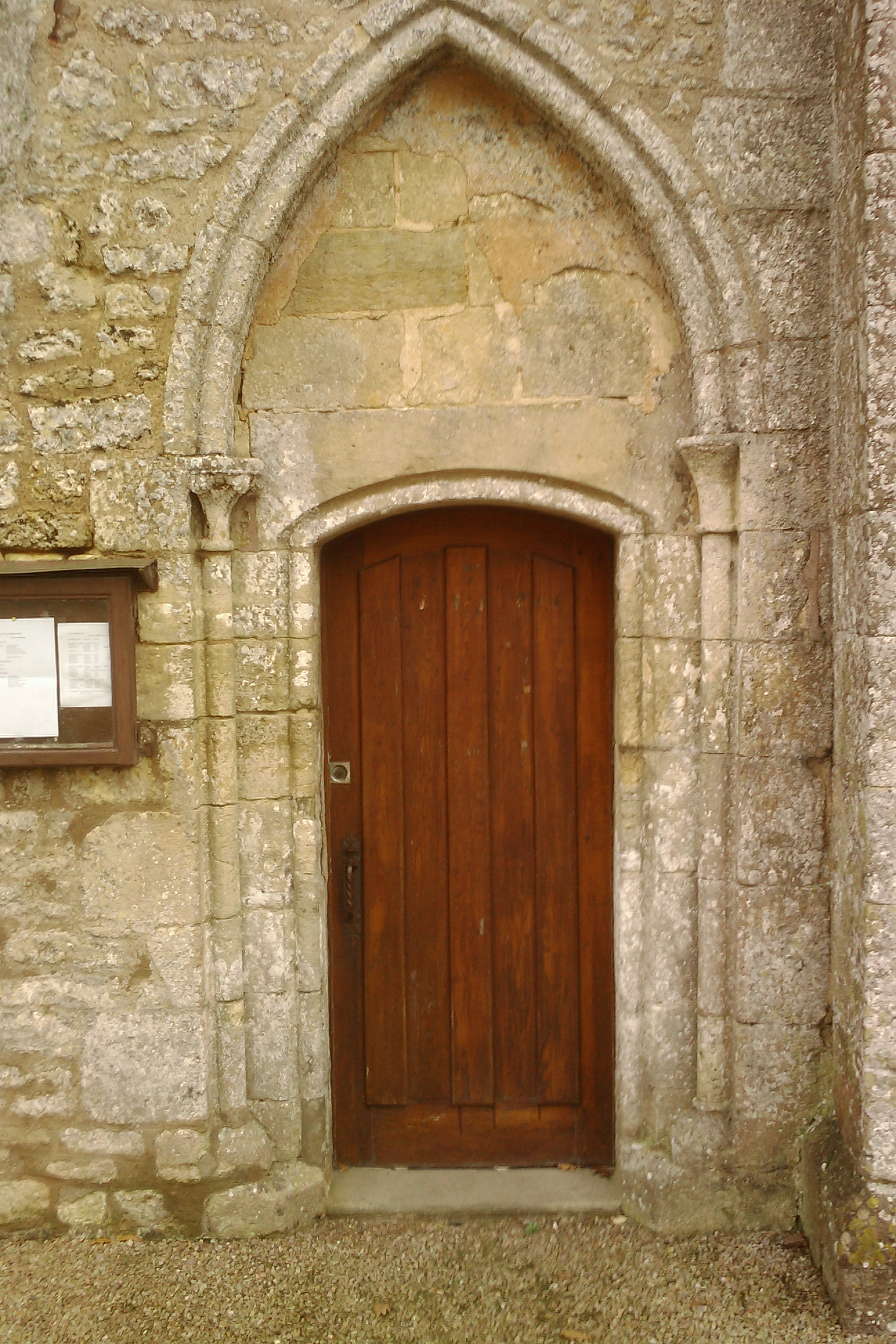
La porte nord.

## Mobilier
Parmi les œuvres classées au titre objet aux monuments historiques, on peut voir la plaque funéraire d'Hervieu de Pierrepont, ainsi que celle de Louise-Isabelle de Garaby.